# Sarascon hortensiae
Sarascon hortensiaes
Genre
Espèce
Sarascon hortensiae, unique représentant du genre Sarascon, est une espèce de tardigrades de la famille des Hypsibiidae.

## Distribution
Cette espèce est endémique d'Andalousie en Espagne.

## Publication originale
- Guil, Rodrigo & Machordom, 2014 : Soil tardigrade biodiversity with the description of a new eutardigrade genus and its phylogenetic position. Systematics and Biodiversity, vol. 13, no 3, p. 234-256.